# Kali River Rapids
Kali River Rapids est une attraction située dans Disney's Animal Kingdom, l'un des parcs de Walt Disney World Resort à Orlando en Floride, la première de type rivière rapide en radeaux pneumatiques conçue par la société Disney et qui a été ajoutée lors de l'ouverture de la section consacrée à l'Asie.

## Origine et concept

### Concept
L'attraction simule un rafting à bord de radeaux pneumatiques le long de rapides traversant les forêts vierges de l'Asie. Il reprend un concept développé par Intamin et popularisé dans les parcs Six Flags. Avec l'ouverture en 2006 d'Expedition Everest, la rivière semble descendre de l'imposante montagne.
Disney a créé une seconde croisière en radeaux pneumatiques en 2001 avec Grizzly River Run à  Disney's California Adventure puis en 2016 à Shanghai Disneyland avec Roaring Rapids.

### Description
Après avoir franchi le panneau d'entrée, les visiteurs parcourent un sentier arboré de végétations tropicales, parsemé de vestiges ou de statues indiennes. Ils arrivent ensuite dans des bâtiments reconstituant d'une manière extrêmement minutieuse un temple hindou et un bureau d'embarquement du XIXe siècle. Une plate-forme tournante permet de monter dans les radeaux pneumatiques toujours en mouvement. 
Les visiteurs embarquent sur la rivière nommée Chakrannadi River, « Chakrannadi » signifiant en sanskrit « la rivière qui coule en cercle ».
Les radeaux chargés de visiteurs sont ensuite hissés par un escalator mécanique au milieu de décors naturels évoquant la jungle asiatique, vers une zone désolée avec des troncs coupés et noircis par les flammes qui surgissent au détour du parcours.

Enfin, c'est la descente spectaculaire des rapides où les passagers sont bousculés et trempés par les paquets d'eau qui éclaboussent le radeau.
Avant l'arrivée, les radeaux sont arrosés à partir de lances situées sur un pont enjambant la rivière par les passagers qui ont déjà terminé leur parcours. À certaines périodes de l'année, de gigantesques ventilateurs permettent de sécher ses vêtements à la fin du parcours.

## Les faits
Avant que l'attraction ne soit ouverte en 1999, celle-ci devait à l'origine être nommé Tiger Rapids Run. 
Ce fut la première "rivière rapide" de Disney. Elle a depuis été rejointe par Grizzly River Run dans le parc Disney California Adventure.

## L'attraction

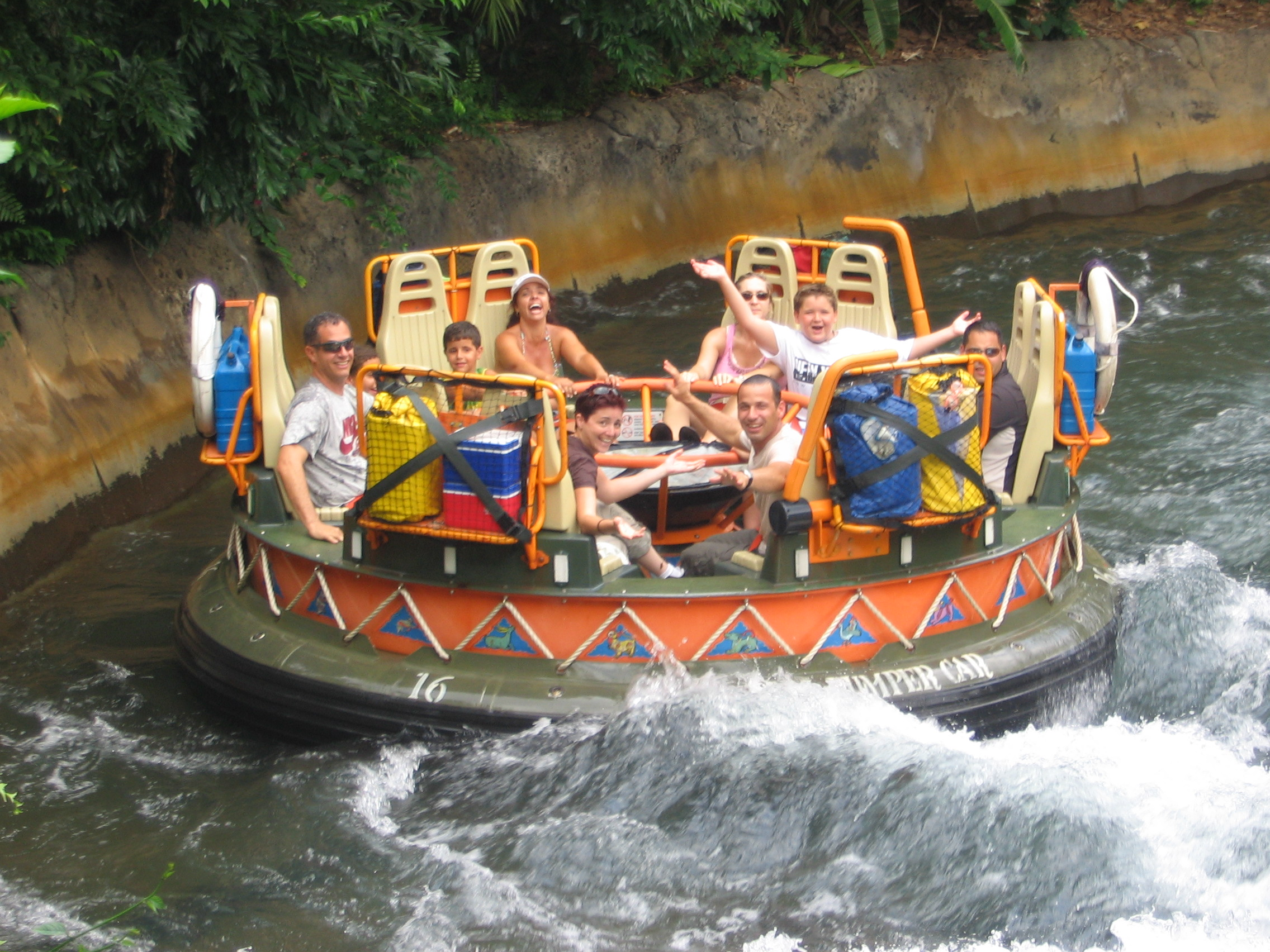
Embarcation de Kali River Rapids

Cette attraction bénéficie du système FastPass
- Ouverture : 18 mars 1999
- Conception : Walt Disney Imagineering, Intamin
- Taille minimale : 1,30 m
- Capacité des radeaux : 12 personnes
- Durée : 3 min 30 s
- Type d'attraction : rivière rapide en bouées
- Situation : 28° 21′ 34″ N, 81° 35′ 18″ O